# Un chat un chat
Pour plus de détails, voir Fiche technique et Distribution.
Un chat un chat est une comédie française réalisée par Sophie Fillières et mettant en scène Chiara Mastroianni. Le film est sorti en 2009.

## Synopsis
À 35 ans, Célimène est une écrivaine en crise : elle vit à Paris avec son fils chez sa mère car son appartement est en travaux. Elle a rompu avec son ami, fait des crises de somnambulisme et n'écrit plus une ligne. À certains moments, elle n'arrive même plus à parler. Pour tout arranger, elle est harcelée par une fan qui fait tout pour lui redonner envie d'écrire.

## Fiche technique
- Titre original : Un chat un chat
- Réalisation : Sophie Fillières
- Scénario : Sophie Fillières
- Photographie : Emmanuelle Collinot
- Montage : Valérie Loiseleux
- Décors : Antoine Platteau
- Costumes : Carole Gérard
- Son : Frédéric Ullmann
- Production : Maurice Tinchant, Serge Hayat et Martine Marignac
- Sociétés de production : Pierre Grise Productions et CinéCinéma, en association avec la SOFICA Cinémage 3
- Société de distribution : Les Films du losange
- Pays de production :  France
- Durée : 105 minutes
- Format : couleur — 35 mm — 1,66:1 — son Dolby Digital
- Dates de sortie : 
  - Allemagne : 8 février 2009 (Berlinale)
  - France : 25 mars 2009

## Distribution
- Chiara Mastroianni : Célimène/Nathalie
- Agathe Bonitzer : Anaïs
- Malik Zidi : Antoine
- Mateo Julio Cedrón : Adam
- Dominique Valadié : la mère de Célimène
- Sophie Guillemin : Marion
- Philippe Morier-Genoud : Dimitri, l'ami de la mère
- Rasha Bukvic : Géza
- Esther Garrel : Sybille, l'amie d'Anaïs
- Julie-Anne Roth : Nathalie, la vendeuse de tabac
- Philippe Rebbot : Viorel
- Michel Voïta : le psychanalyste
- Janicke Askevold : Belinda
- Nans Laborde-Jourdàa : l'amoureux d'Anaïs
- Aude Briant : la professeure de philosophie
- Jean-Yves Freyburger : le commandant de bord

## Musique
Sauf indication contraire ou complémentaire, les informations mentionnées dans cette section proviennent du générique de fin de l'œuvre audiovisuelle présentée ici.
- Sergueï Prokofiev, Visions fugitives, op. 22
- Josu Gallastegui, Aires gitanos (Sarasate) et Hungarian dance
- Pergolèse, Stabat Mater